# What U See Is What U Get
"What U See Is What U Get" je prvi singl sa Xzibitovog drugog studijskog albuma 40 Dayz & 40 Nightz. U prvom tjednu na Billboard Hot 100 singl je došao na 50. poziciju. "What U See Is What U Get" je proglašena kao 88. najbolja rap pjesma svih vremena. [nedostaje izvor]

## Pjesme
12"
1. "What U See Is What U Get" - 5:09
2. "What U See Is What U Get" (instrumental) - 5:09
3. "3 Card Molly" - 3:58
4. "3 Card Molly" (instrumental) - 3:58

Promotivno
1. "What U See Is What U Get"  - 4:21
2. "What U See Is What U Get" (intro) - 4:31
3. "What U See Is What U Get" (LP verzija) - 5:12
4. "What U See Is What U Get" (instrumental) - 5:09

## Top liste
| Top liste                            | Pozicija |
| ------------------------------------ | -------- |
| U.S. Billboard Hot 100               | 50       |
| U.S. Billboard Hot R&B/Hip-Hop Songs | 34       |
| U.S. Billboard Hot Rap Singles       | 3        |